# Canino (huile d'olive)
Pour les articles homonymes, voir Canino et Bruno Canino.
Canino est le nom donné à une huile extra vierge d'olive (en italien : olio extravergine di oliva) provenant de la province de Viterbe en Latium.
Depuis le 2 juillet 1996, la dénomination Canino est protégée au niveau européen par une appellation d'origine protégée (AOP).

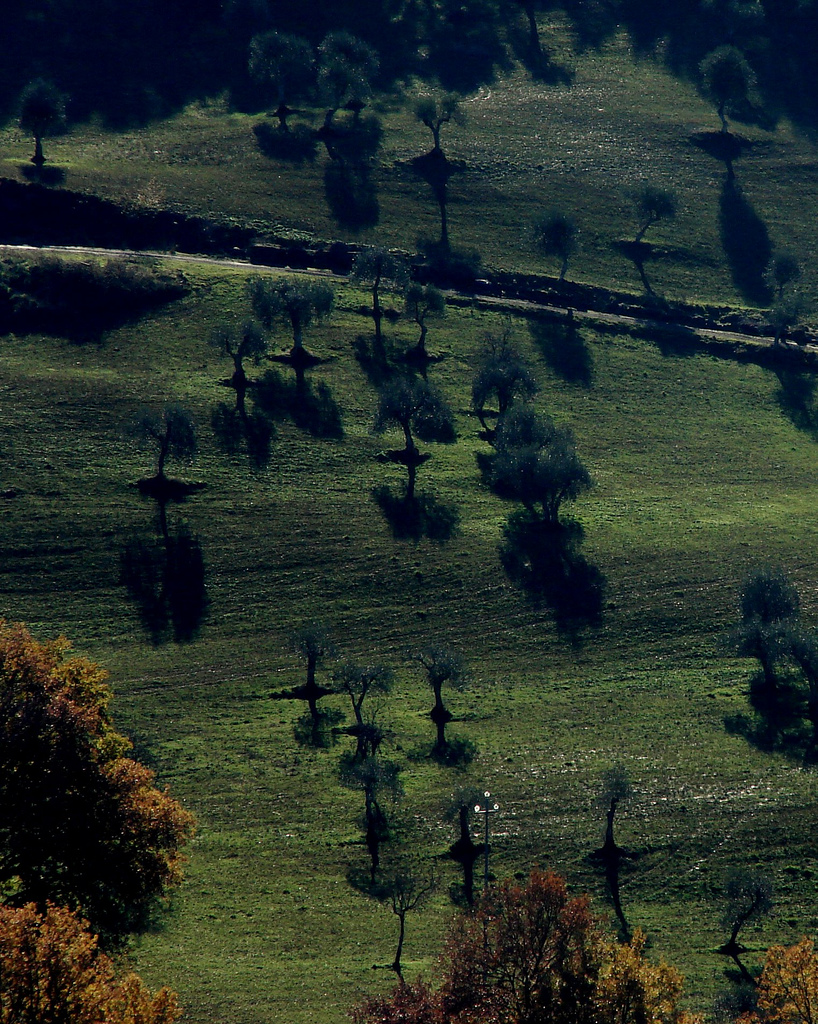
Oliveraie spontanée proche de Viterbe.

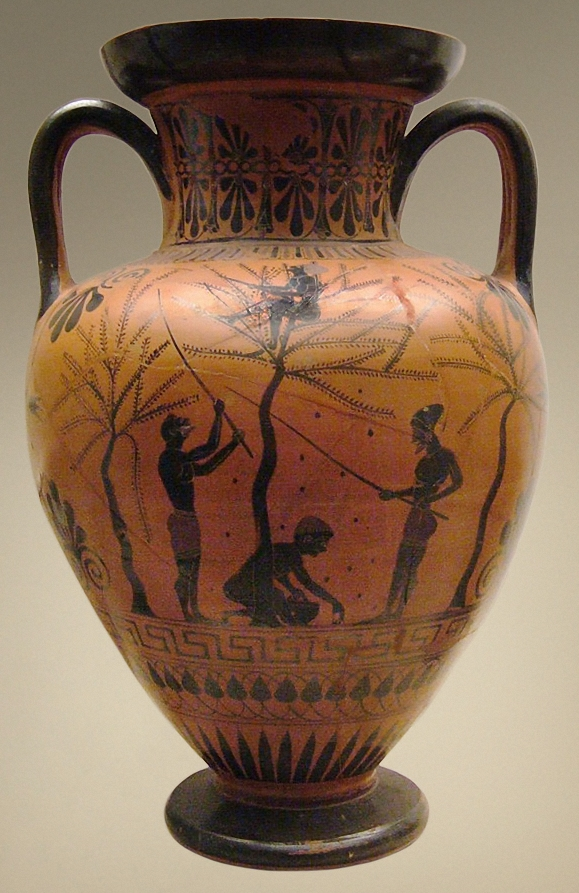
Scène de cueillette d'olives à Vulci vers -520.

## Histoire
Ville active pendant  la civilisation étrusque, Canino doit sa popularité à l'olivier qui fut de tout temps un élément essentiel de l'économie locale. Retrouvés dans des nécropoles étrusques les fresques et les vases témoignent souvent de scènes de gaulage ou de personnages tenant de long bâton. À cette époque, l'oléiculture servait principalement à la confection d'onguents et de cosmétiques ainsi qu'à l'éclairage. 
Sur le territoire de Canino, les terres nues agricoles étaient gérées selon le modèle des latifundia ; avec la réforme agraire dans les années 1950, les terres - attribuées à de petites exploitations agricoles – deviennent rapidement des oliveraies verdoyantes. À la suite de l'introduction de l'oléiculture intensive, dans les années 1960, 694 hectares d'oliveraies sont plantées. En 1965, il est créé une coopérative oléicole de Canino qui compte aujourd'hui plus de 1 200 membres.
Dans les années 1970, sous l'égide du professeur Ancel Keys, une équipe de chercheurs en épidémiologie, confirme les bienfaits nutritionnels de l'huile d'olive extra vierge de Canino.

## Aire géographique
Dominée par le mont Canino, sa superficie est de 30 000 ha et comprend les communes de Canino, Arlena di Castro, Cellere, Ischia di Castro, Farnese, Tessennano, Tuscania, Montalto di Castro.

## Méthode d'obtention
Elle est produite à partir d'olives saines de variétés Pendolino, Maurino, Caninese, Leccino et Frantoio. Récoltées entre le 20 octobre et le 15 janvier de chaque année,  sa production ne peut être supérieure à 9 000 kg/ha avec un rendement en huile de 18 %. Pour l'extraction de l'huile, seuls sont admis des procédés mécaniques et physiques permettant de produire des huiles conformes aux caractéristiques propres du fruit.